# Chiesa di San Lorenzo alla Cappella
La chiesa di San Lorenzo alla Cappella è una chiesa di Lucca che si trova in località Cappella.

## Storia e descrizione
Oggetto di una lunga serie di modifiche e ampliamenti culminati negli interventi del 1899, conserva della costruzione medievale il paramento dei fianchi.
All'interno sono conservate alcune opere di pregio, del XVI secolo. La più antica è un tabernacolo robbiano per gli oli santi, degli inizi del secolo, e una tavola di Lorenzo Zacchia con la Madonna tra i Santi Lorenzo e Giovanni Battista, del 1545; riferibile a Bartolomeo Neroni detto il Riccio, è una tela con la Madonna tra i Santi Vincenzo Ferreri, Stefano, Gregorio Magno e Luigi di Francia. 
Nella chiesa è custodita l'antica campana, datata 1306, della chiesa di Santa Maria Annunziata, situata sul vicino colle di Montecatino, ridotta progressivamente a rudere dopo il suo abbandono avvenuto alla fine degli anni 60. 
La chiesa è chiusa al culto ma le funzioni religiose sono regolarmente celebrate in una omonima chiesa costruita in pianura, dove si è spostato l'abitato.